# Tuvadrassus tegulatus
Tuvadrassus tegulatus är en spindelart som först beskrevs av Schenkel 1963.  Tuvadrassus tegulatus ingår i släktet Tuvadrassus och familjen plattbuksspindlar. Inga underarter finns listade i Catalogue of Life.